# ミステリーツアー
ミステリーツアーとは旅行企画の一種である。

## 種類
大別すると
- 「旅行の目的地やテーマが出発まで明かされない」という行き先不明のツアー
- 「謎解きやミステリー劇に参加しながら旅行する」というイベント型のツアー

の2種類がある。

### 行き先不明のミステリーツアー
団体旅行に新鮮さ、驚きを与えるために敢えて出発まで目的地を知らせない、または目的地に到着するまで目的地が解らないようにするものである。
募集型の団体旅行では行き先不明のミステリー列車、バスツアーなどが募集されている。航空機を使うツアーや海外へのツアーもある。
このうち、参加者が目的地を推理することに重点をおくツアーでは既に募集時において目的地が定まっている。特に、ミステリー列車の場合には列車運行は当日に柔軟に行えるものではない。大抵は「東京からJRで3時間以内の有名な温泉」などと行き先のヒントが示されていることが多い。
一方、春の花見、秋の紅葉、冬のスキーなどツアー募集時においてどの地域が見頃となっているか（又は降雪の有無）が事前に定まらないために行き先を「ミステリー」として募集日が近づいてから行き先、宿泊先を確定させるツアーもある。特に、格安スキーツアーなどでは降雪状況・宿泊予約状況等からいわば需給調整の役割を果たすためにこのような「行き先不明」を承諾した参加者を募集することがある。
日本の旅行業法に基づく旅行の広告表示規約では募集型企画旅行（いわゆるパッケージツアー）においては
- ツアー名に目的地を入れること
- 募集パンフレットや募集広告には宿泊地を明示すること

の2点が義務付けられているが、ミステリーツアーのみはその例外として認められている。

### イベント型のミステリーツアー
旅行先又は旅行中の車内における謎解きイベントがセットとなったツアーである。大別して旅行先に謎解きのためのポイントが設定され旅行客がポイントを巡りながら推理を行うというものと、車中又は宿泊するホテル等でミステリー劇を演じる俳優が同行しまるで自分がミステリー小説の登場人物のような気分になりながら旅行を行うというものがある。
ポイント巡り型は観光地巡りの一変形とも言え、団体で一度に移動する形態と個人型ツアーとして周遊券等とセットになった形態のものがある。
1990年代前半頃から実施されるようになり、近年では『金田一少年の事件簿』『名探偵コナン』といった人気推理漫画と連動したものなどがある。話題を集めたものの一例として下記のツアーがある。『金田一少年の事件簿』『名探偵コナン』のミステリーツアーの詳細は同項目を参照。
- 1994年5月 演劇集団キャラメルボックスとJR東日本による東北新幹線車内演劇『シアターエクスプレス』
- 1996年
  - 3月から5月 JR西日本による『金田一少年の事件簿』萩・津和野ミステリーツアー
  - 6月 『シアターエクスプレス』再実施
  - 夏 JR西日本による『金田一少年の事件簿』岡山・倉敷ミステリーツアー
- 1998年
  - 3月から5月 JR西日本による『金田一少年の事件簿』山口線のミステリツアー
  - 7月から8月 竹宮惠子作『まぼろしの旗・平家落人伝説』と連動した企画で徳島県・剣山でのミステリーツアー
- 2000年3月から5月 『ルパン三世』オリジナルツアーin広島で宝探しツアー
- 2001年
  - 3月から5月 JR西日本による『名探偵コナン』南紀白浜ミステリーツアー
  - 8月 JR西日本による『名探偵コナン』松江・玉造温泉ミステリーツアー。真犯人が同年10月29日、11月5日に放送された「松江玉造連句十四番勝負 前・後編」で明かされた
  - 12月 JR西日本による『探偵学園Q』石川県・和倉温泉ミステリーツアー。ツアーの解決編の漫画が週刊少年マガジンに掲載
- 2002年
  - 7月から11月 JR西日本による『名探偵コナン』関門海峡ミステリーツアー
- 2003年
  - 7月から11月 JR西日本による『名探偵コナン』長崎ハウステンボスミステリーツアー
- 2004年
  - 6月から10月 JR西日本による『名探偵コナン』倉敷吉備路ミステリーツアー
- 2005年
  - 4月に中止 JR西日本による『名探偵コナン』出雲・松江ミステリーツアー
- 2008年
  - 7月から11月 JR西日本による『名探偵コナン』萩・秋芳洞ミステリーツアー
- 2009年
  - 4月から11月 JR西日本による『名探偵コナン』城崎温泉・出石ミステリーツアー
- 2010年
  - 4月から11月 JR西日本による『名探偵コナン』広島・宮島ミステリーツアー
- 2011年
  - 4月から11月 JR西日本による『名探偵コナン』岡山・倉敷ミステリーツアー
- 2012年
  - 4月から11月 JR西日本による『名探偵コナン』長崎ミステリーツアー
- 2013年
  - 4月から11月 JR西日本による『名探偵コナン』熊本・阿蘇ミステリーツアー[1]
- 2014年
  - 4月から11月 JR西日本による『名探偵コナン』金沢・加賀ミステリーツアー[2]
- 2015年
  - 4月から11月 JR西日本による『名探偵コナン』鳥取ミステリーツアー[3]
- 2016年
  - 4月から翌年2月 JR西日本による『名探偵コナン』おんせん県おおいたミステリーツアー[4]
- 2017年
  - 4月から翌年1月 JR西日本による『名探偵コナン』幕末維新やまぐちミステリーツアー[5]
- 2018年
  - 7月から翌年2月 JR西日本による『名探偵コナン』北九州・光と海の道ミステリーツアー[6]
- 2019年
  - 10月から翌年2月 JR西日本による『名探偵コナン』金沢・加賀・小松ミステリーツアー[7]